# 魁北克省公證人協會
魁北克省公證人協會（法語：Chambre des notaries du Québec）是加拿大魁北克省公證人執業的規管機構，也是該省兩個法律專業規管機構之一。其受《魁北克省專業守則》（Code des professions du Québec）及《公證人法令》（Loi sur le notariat）管限。
其初名省公證人協會（Provincial Chamber of Notaries），於1870年由三個地區級公證機構（魁北克市、三河城及滿地可）合併而成。其歷史可以追溯至1663年以來法國人對公證人的規管。

## 檔案館藏
魁北克省公證人協會的檔案保存於魁北克國民圖書館及檔案館（Bibliothèque et Archives nationales du Québec）的滿地可檔案中心（centre d'archives de Montréal）。

## 外部連結
- 魁北克省公證人協會官方網站 （页面存档备份，存于）
- 《公證人法令》 （页面存档备份，存于）
- 《魁北克省專業守則》 （页面存档备份，存于）